# Xã Banner, Quận Effingham, Illinois
Xã Banner (tiếng Anh: Banner Township) là một xã thuộc quận Effingham, tiểu bang Illinois, Hoa Kỳ. Năm 2010, dân số của xã này là 456 người.